# Tossal Gros (Os de Balaguer)
El Tossal Gros és una muntanya de 496 metres que es troba al municipi d'Os de Balaguer, a la comarca catalana de la Noguera.